# Alopecosa mariae
Alopecosa mariae är en spindelart som först beskrevs av Dahl 1908.  Alopecosa mariae ingår i släktet Alopecosa och familjen vargspindlar. Utöver nominatformen finns också underarten A. m. orientalis.